# Shawn Ray
Shawn Ray (Fullerton, 9 settembre 1965) è un ex culturista statunitense IFBB.

## Biografia
Nel 1988 ha partecipato per la prima volta a Mr. Olympia, dove è arrivato al tredicesimo posto. Nel 1989, Shawn Ray si prese un anno di pausa per migliorare le proprie prestazioni fisiche ed essere in grado di competere per il podio di Mr. Olympia 1990, dove effettivamente riesce a guadagnarsi la terza posizione. Nello stesso anno vince il Pro Ironman e l'Arnold Classic, ma il titolo gli viene ritirato perché risultato positivo ai test per l'uso di sostanze dopanti. Nel 1991 tuttavia riesce a vincere  nuovamente il titolo. Dal 1990 in poi parteciperà ogni anno anche a Mr. Olympia, sino al 2001, anno dei suo ritiro dalle scene. Il suo miglior risultato è stato il secondo posto, ottenuto nel 1994 e nel 1996.
Dopo il ritiro dal mondo del culturismo professionistico, Shawn Ray è diventato testimonial dell'azienda di integratori svedesi SmartShake ed ha organizzato lo Shawn Ray Colorado Pro/Am Classic Contest-Expo tenuto a Denver nel 2006 e nel 2007. Ha inoltre realizzato vari documentari e biopic, fra cui Evolution of Bodybuilding - The Movie.

## Cronologia delle competizioni
- 1983  California Gold Cup
- 1984  Mr. Teenage Los Angeles AAU (Short & Overall)
- 1984  Teenage Mr. California (Middle & Overall)
- 1985  Teenage Mr. Orange County (Short & Overall)
- 1985  Teenage National Championships (Lightheavy & Overall)
- 1985  Jr. World Championships (Lightheavy & Overall)
- 1986  Jr. National Championships (2nd Place Light heavy)
- 1987  Mr. California (Lightheavy & Overall)
- 1987  National Championships (Lightheavy & Overall)
- 1990  Pro Ironman Champion
- 1991  Arnold Classic Champion
- 2007  Inserito nel IFBB Hall of Fame